# Київський інститут автоматики
Державна науково-виробнича корпорація «Київський інститут автоматики» (ДНВК «КІА») – науково-дослідний та експериментально-випробувальний комплекс організацій, що займається створенням, сертифікацією, впровадженням систем і засобів автоматизації технологічних процесів та виробництв, організаційних та офісних систем. 
Розташований в Києві в будинку № 22 по вулиці Нагірній в будівлях 1965-70-х років. Приміщення останні роки здавали під оренду офісів. Тут також діють художні майстерні, зокрема, артпростір «Інститут автоматики».

## Історія
Інститут заснований 1957. Першим директором був П. Мельник. На той час «КІА» був однією з базових організацій СРСР з проблем автоматизації. 
У 1964–1986 інститутом керував академік АН УРСР Борис Тимофєєв (1915—2002). В інституті працювало понад 5 тис. персоналу, серед яких близько 300 докторів і кандидатів наук і більше тисячі працівників дослідно-виробничих підрозділів. Інститут був підпорядкований Міністерству приладобудування, засобів автоматизації та систем керування СРСР.
На базі інституту було створено 8 філій в Україні і РРСФР (Дніпропетровськ, Кривий Ріг, Харків, Чернівці; Іркутськ та інші), які згодом відділилися і стали самостійними організаціями. Серед них – НДІ «Чорметавтоматика» (Дніпропетровськ) та НВО «Імпульс» (Сіверськодонецьк Луганської обл.)
Сучасну назву інститут має від 1993, від 1998 його керівником був М. Рюмшин. Станом на серпень 2023 в.о. керівника Потупало Наталія Ігорівна, 2017 року порушено справу про банкрутство інституту.